# 쿠바 태환 페소
태환 페소(CUC$, 비공식적으로 cuc 또는 chavito라고 불림)는 쿠바의 두 공식 통화 중 하나였으며, 다른 하나는 쿠바 페소이다. 1994년 미국 달러 대비 1:1로 페그된 이후 제한적으로 사용되었다.
2004년 11월 8일에, 미국 달러는 쿠바의 소매점에서 받아들여지지 않았고, 많은 쿠바 기업들에서 유통되는 유일한 통화로 태환 페소를 남겨두었다. 공식적으로 국내에서만 교환이 가능하면서, 그것의 가치는 2005년 4월 US$1.08로 상승했지만, 2011년 3월 15일 US$1.00로 되돌아갔다. 페그율로 인해, 태환 페소는 세계에서 12번째로 높은 가치를 지닌 통화 단위이자 가장 높은 가치를 지닌 "페소" 단위였다.
2013년 10월 22일에, 화폐는 폐기될 것이라고 발표되었다. 2020년 12월 10일에, 통화 통합은 2021년 1월 1일부터 시행될 것이라고 발표되었다. 그 날짜부터, CUC는 더 이상 많은 쿠바 기업들에서 받아들여지지 않았다. CUC는 6개월 동안 은행이나 CADECAs (casas de cambios)에서만 교환되거나, 또는 특정 상점에서만 사용할 수 있었다. 2021년 6월 15일에, CUC는 추가적인 6개월 동안 은행에서 환전할 수 있지만, 7월 1일부터는 어떤 상점도 이를 받아들이지 않을 것이라고 발표되었다. CUC의 최종 교환 날짜는 2021년 12월 30일이었다.

## 기타
10태환 페소 지폐의 뒷면 도안에는 ‘에너지 혁명’(Revoucion Energetica)이란 문구와 이동형 발전소의 그림이 새겨져 있는데, 이 이동형 발전소는 대한민국 현대중공업의 이동식 발전설비(PPS)이다.
자국 화폐에 외국에서 만든 설비를 도안으로 넣은 것은 쿠바의 10 태환 페소 지폐가 유일하다.

## 같이 보기
- 쿠바의 경제